# Instituto Multidisciplinario de Biología Vegetal
El Instituto Multidisciplinario de Biología Vegetal (IMBIV) es un centro de investigación y desarrollo de doble dependencia entre la Universidad Nacional de Córdoba (UNC) y CONICET. Está dedicado a la botánica y fitoquímica.

## Historia
En 1983, un grupo de docentes de la Facultad de Ciencias Exactas y Facultad de Ciencias Químicas de la UNC, que integraban la carrera de investigador científico de CONICET, se propusieron crear un instituto que nucleara las investigaciones en botánica. En ese primer grupo se destacaba la presencia de los Doctores Alfredo Cocucci, Teresa Di Fulvio, Victorio Trippi, Luis Ariza Espinar, Carlos Guzmán, Héctor Juliani, Rosa Subils, Juana Kenis, Juan Carlos Oberti, Ana Anton, Gabriel Bernardello y José Luis Cabrera. El 10 de mayo de ese año se firmó el convenio entre el rector de la universidad y el presidente del CONICET, poniendo en funcionamiento el Instituto Multidisciplinario de Biología Vegetal. El primer director fue el Ing. Armando Theodoro Hunziker, quien ocupó el cargo hasta 1996 cuando tras su renuncia asumió el cargo la Dra. Ana María Anton.
La dirección fue ocupada luego por el Dr. Andrea Cocucci entre 2011 y 2017 y posteriormente, desde 2017 hasta 2022 por el Dr. Gabriel Bernardello.

## Grupos de investigación
El instituto está formado por los siguientes grupos:

### Área ecología
- Ecosistemas, Diversidad y Sustentabilidad (Dra. Sandra Diaz)
- Ecología Evolutiva y Biología floral (Dr. Andrea Cocucci y Dra. A. Sérsic)
- Ecología Vegetal y Fitogeografía (Dr. Marcelo Cabido)
- Biodiversidad de agroecosistemas (Dr. Leonardo Galetto)
- CREAN (Dr. A. Ravelo)
- Interacciones Ecológicas y Conservación (Dr. R. Aguilar)
- Interacciones insecto-planta (Dr. G. Valladares)
- Interacciones microbianas (Dr. I. Albesa)

### Área química
- Farmacognosia y productos naturales (Dres. J.L. Cabrera y V. Nicotra)
- Fitoquímica (Dres. J. Zygadlo D. Maestri)
- Contaminación y Bioindicadores (Dra. M.L. Pignatta)
- Fisiología y Biología Molecular (Dres. M. Desimone y M. Freire)

### Área sistemática, taxonomía y florística
- Sistemática y filogeografía de plantas (Dra. Ana María Anton)
- Taxonomía, Filogenia y Flora (Dr. J. J. Cantero)
- Farmacobotánica (Dr. G. Barboza)
- Citogenética (Dr. G. Bernardello)
- Micología (Dres. E. Nouhra y C. Urcelay)
- Morfología y Embriología (Dra. L. Stiefkens)
- Museo Botánico (Dr. G. Bernardello)